# Сергій (Воскресенський)
Се́ргій (в миру Дмитрій Миколайович Воскресенський; 26 жовтня 1897, Москва — 29 квітня 1944, поблизу Вільнюса, Литва) — єпископ Російської православної церкви, митрополит Віленський і Литовський, з 24 лютого 1941 року Патріарший екзарх Прибалтики.

## Біографія
Закінчив Московське Заіконоспаське духовне училище. З 1918 по 1922 рік служив на цивільній службі. У 1922 році вступив до Московського Данилового монастиря. Був послушником настоятеля монастиря єпископа Феодора Поздеєвського, колишнього ректора Московської духовної академії. У 1923 році засуджений за «антирадянську агітацію і пропаганду».
У 1925 році пострижений у чернецтво з ім'ям Сергій, зведений в сан ієродиякона, а потім і в сан ієромонаха.
У 1930 році — настоятель собору в місті Орєхово-Зуєво. Одночасно виконував обов'язки за дорученням заступника Патріаршого Місцеблюстителя по Московській Патріархії, зокрема, вів роботу «з юридичних питань церковного життя».
Редактор «Журналу Московської Патріархії» з № 4 (1931) до припинення видання в 1935 році.
У 1932-1933 роки — настоятель Воскресенського храму в Сокольниках.

### Вікарний Єпископ
29 жовтня 1933 року в храмі Воскресіння в Сокольниках хіротонізований на єпископа Коломенського, вікарія Московської єпархії. Чин хіротонії здійснювали: митрополит Нижегородський Сергій Страгородський, митрополит Серафим Чичаґов, архієпископ Дмитрівський Питирим Крилов, єпископ Орєхово-Зуєвський Іоанн Соколов, єпископ Волоколамський Іоанн Широков і єпископ Каширський Інокентій Клодецький.
З 10 травня 1934 року — єпископ Бронницький, вікарій Московської єпархії.
За деякими даними в 1935 році був заарештований, але потім звільнений завдяки клопотанням матері.
З середини 1936 року — єпископ Дмитрівський, вікарій Московської єпархії.
За свідченням протоієрея Стефана Ляшевського, Патріарший місцеблюститель митрополит Сергій не довіряв єпископу Дмитрівському Сергію Воскресенському:
|  | «Блаженніший був відвертий лише з близькими йому людьми і навіть майбутнього Екзарху Сергію не міг всього довіряти, і боявся його в останні роки». |

Анатолій Свєнціцький згадував, що «про владику Сергія Воскресенського ходили погані чутки», а московське духовенство відгукувалося про нього, як про провокатора.
8 жовтня 1937 після арешту протоієрея Олександра Лебедєва призначений керуючим справами Московської Патріархії з возведенням у сан архієпископа.
До 1939 року залишився в числі чотирьох єпископів Московського Патріархату на території СРСР, що мають реєстрацію в якості «служителя культу». Ще близько 10 єпископів перебували на спокої або перебували в засланні. Інші були розстріляні або перебували поза СРСР.
У 1940 році забезпечив возз'єднання з Московською Патріархією єпископів територій, які увійшли до складу СРСР за Договором про дружбу і кордон між СРСР і Німеччиною: спершу Польщі, потім відряджений з тією ж метою в республіки «радянської Прибалтики» (Латвію й Естонію).
Для служіння в Москві архієпископу Сергію була надана церква Преображення на Преображенській площі, яка «повністю покрила всі витрати по відрядженню Преосвященного в Прибалтику».

### Служіння в Прибалтиці
24 лютого 1941 призначений митрополитом Віленським і Литовським, екзархом Латвії та Естонії. При зайнятті німецькою армією Прибалтики залишився з паствою, що не втіла з Риги, де знаходився в кінці червня 1941 року, перед її окупацією. За словами протоієрея Георгія Митрофанова, «митрополита Сергія Воскресенського, який прибув у березні 1941 року до Прибалтики , <…> представники місцевого духовенства спочатку сприймали просто як більшовицького агента. І йому потрібні були дуже великі зусилля вже в період окупації, займаючи послідовну антикомуністичну позицію, щоб отримати довіру цього духовенства, як і німецької окупаційної влади».

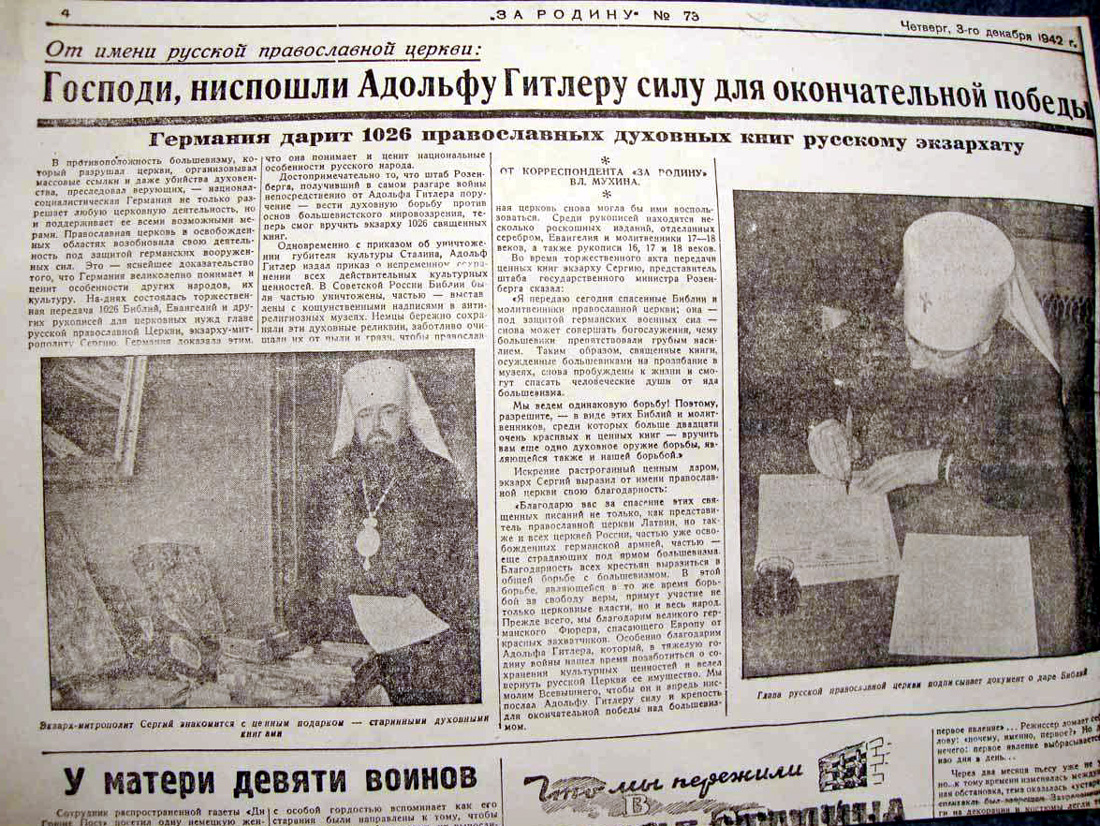
Світлини Митрополита Сергія в німецькій газеті «За батьківщину»

Опинившись на території Рейхскомісаріату Остланд, зміцнив структуру Московського Патріархату в Прибалтиці: хіротонізував двох енергійних єпископів (Данило Юзвюк та Іоанн Гарклавс), відкрив у м. Вільно Богословсько-пастирські курси. Прекрасно знаючи становище релігії і віруючих в СРСР, негайно прийняв «під своє архіпастирське заступництво» райони, окуповані групою армій «Північ». У серпні 1941 організував і направив до Львова православну місію — групу священиків, які очолили відродження релігійного життя на цих територіях. (Радянські репресії привели до того, що у Псковській і Новгородській єпархіях практично все духовенство було знищене).
Зумів зберегти свій вплив, незважаючи на спроби національних еліт прибалтійських країн домогтися призначення більш націоналістично налаштованих ієрархів, і поширити його практично на всі території Рейхскомісаріату Остланд; за даними історика Ольги Васильєвої, «Розмова між Розенбергом і владикою Сергієм Воскресенським була дуже чітка. Німці підтримали саме його, а не Августина Петерсона, який після німецької окупації Латвії вимагав вигнання митрополита Сергія як „червоного“ митрополита». Проте в лютому 1942 року він був переведений з Риги до Вільнюса, звідки йому було важче підтримувати зв'язок із Псковською духовною місією. Сергій підозрювався німцями в розтраті коштів духовної місії; згідно зі звітом ейнзатцгрупи, половина всіх пожертвувань прихожан місії діставалася екзархові.
Зберігав номінальне канонічне підпорядкування Московському патріархату (на чолі з Патріаршим місцеблюстителем митрополитом Сергієм Страгородський, з вересня 1943 Патріархом), незважаючи на невдоволення німецької влади. 23 липня 1942 року скликав архієрейську нараду екзархату в Ризі, яка направила вітальну телеграму Гітлеру, оприлюднила заяву з відмежуванням від позиції, зайнятої патріархією, й ухвалила рішення у звичайних богослужіннях припинити приношення імені Патріаршого місцеблюстителя Сергія Страгородського, тобто на парафіях ім'я Патріаршого місцеблюстителя не згадувалося, згадування його відбувалося лише на архієрейських службах — подібна практика діяла в Російській церкві до Патріарха Тихона (тоді згадували Святійший Синод). Після обрання Сергія Страгородського патріархом в 1943 році публічно виступив проти формального опротестування його призначення, посилаючись на те, що в такому випадку він сам і його єпископи будуть виглядати як німецькі маріонетки, і запропонував замість цього робити в пропаганді упор на те, що і радянська влада змушена шукати опори в церкві, що означає ідейне банкрутство більшовизму, а також "розігрувати карту Патріарха Московського проти Сталіна.
".
Виступи екзарха-митрополита Сергія становили небезпеку для радянської пропаганди, і ухвалою від 22 вересня 1942 року Патріарший місцеблюститель «тепер же» зажадав у митрополита, який перебував за лінією фронту, пояснення своїх дій, «відкладаючи рішення по цій справі до з'ясування всіх подробиць».
Наприкінці листопада 1942 року екзарх організував в м. Дно збори православного духовенства відроджених парафій Ленінградської області, яке також засудило прорадянську позицію патріархії і схвалив новий порядок.
Великодні богослужіння 1943 року екзарх здійснював у м. Псков, де архієрейських служб не було з кінця 1930-х років. У серпні того ж року він їздив служити до Псково-Печерського монастиря. Там він провів ще одну нараду архієреїв екзархату, в якому брав участь і схиєпископ Макарій Васильєв, що був у 1930-х роках «катакомбним єпископом» в СРСР.
У квітні 1943 року, реагуючи на наказ німецької окупаційної влади забезпечити під страхом відправки в концтабір членів литовських органів самоврядування складання списків чоловіків призовного віку для формування підрозділу СС, Сергій направив єпископам лист, в якому закликав виконати вимоги влади і роз'яснити населенню можливі наслідки непокори, наполягаючи при цьому, що дана діяльність повинна проводитися ними як лідерами громад, а не як церковними сановниками.
Згідно з післявоєнним анонімим свідченням одного зі сподвижників Сергія, який емігрував до США, екзарх ненавидів німців, ніколи не згадував їх у проповідях (які часто мали політичний підтекст) і був переконаним російським патріотом.
До кінця 1943 митрополит Сергій втратив підтримку окупаційної влади через свою досить незалежну політику. У жовтні 1943 року склав заповіт з призначенням трьох кандидатів у заступники з управління прибалтійським Екзархатом і з зазначенням при першій нагоді «надати на розсуд Патріархії доповідь про справи і все життя Екзархату».

### Убивство
Вбитий 29 квітня 1944 року по дорозі з Вільнюса в Каунас. Відповідно до більшості відомих джерел, вбивство скоєне нацистами. Така версія утвердилася в західноєвропейській, радянській та сучасній російській історіографії. Версія про вбивство екзарха партизанами не має будь-яких документальних підтверджень і ґрунтується виключно на єдиному свідоцтві ризького священика Миколи Трубецького з посиланням на розповідь колишнього партизана, якого він зустрів в ув'язненні. Існує точка зору, що митрополит Сергій був убитий дружинниками колишнього латвійського президента Карліса Улманіса.
Відспівування Екзарха Сергія відбулося 4 травня в кафедральному Ризькому Христорождественському соборі. Похований на Покровському кладовищі Риги, з лівого боку від Покровської церкви.

## Пам'ять
Образ митрополита Сергія, як ініціатора місії на окупованих територіях Псковської області і Прибалтики, був відображений в художньому фільмі «Піп». Роль митрополита Сергія виконав актор Юрій Цурило.